# ロバート・ギャレット
ロバート・ギャレット（Robert S. Garrett、1875年5月24日 - 1961年4月25日）は、アメリカ合衆国メリーランド州出身の男子陸上競技選手である。第1回オリンピックに砲丸投ほか3つの種目で出場した。砲丸投と円盤投の投てき2種目で優勝する。走高跳と走幅跳の跳躍2種目では銀メダルを獲得し、フィールド種目で4つのメダルを獲得した。

## 経歴
裕福な家に生まれたギャレットは、陸上競技に優れた才能を見せていた。もともとは砲丸投の選手であったが、跳躍競技にも取り組んでいた。プリンストン大学で学んでいたとき、第1回のオリンピックが開催されることになり、出場することを決意する。
大学の教授からは、円盤投に出場するよう薦められた。ギャレットは歴史の専門家に相談し、円盤の絵を描いてもらい、それをもとに鍛冶屋に円盤を作ってもらった。ところが、鍛冶屋が作った円盤は14 kgもある代物で、遠くまで投げるのが困難なものであった。そのため彼は円盤投に参加するのをやめることを決意した。しかし、アテネで彼が見た本物の円盤は5ポンドにも満たないものであることを知り喜び、翻意して円盤投に参加することに決めた。
ギリシャの円盤投の選手は型にこだわっていた。最後の一投を除いてどの投擲も古代ギリシャの男がよみがえったようだった。しかしギャレットの投げ方は違った。ハンマー投で行うような投げ方で、右手で円盤を掴むとぐるぐると回ってものすごい勢いで放り投げた。最初の2投は、ぎこちなく出来が悪かった。地面に平行に回転せずぐらつきながら飛んでゆき危うく観客に当たるところであった。彼の投げ方に観客から嘲笑の声が上がった。しかし、彼の最終投てきで、ギリシャのパナギオティス・パラスケボポウロス（Panagiotis Paraskevopoulos）のベスト投てきを超える29.15mの投擲を見せると、彼をあざ笑う観客たちの声は止み、自らの伝統競技で敗れたことで会場は呆然とした状態になった。
円盤投のほか、ギャレットは砲丸投で11.22mを投げ1位、さらに走高跳でも1.65mで3位、走幅跳でも6.00mで2位という結果を残した。1900年パリオリンピックでも砲丸投と立ち三段跳で銅メダルを獲得。しかし、前回大会で優勝した円盤投は競技がキリスト教の安息日の日曜日に行われたため出場しなかったという。